# Doença de Bornholm
Doença de Bornholm ou pleurodinia epidêmica ou mialgia epidêmica é uma doença causada pelo vírus Coxsackie B ou outros enterovírus.
Recebeu esse nome em homenagem à ilha dinamarquesa de Bornholm onde casos iniciais aconteceram. 

## Sinais e sintomas
Seu sintoma mais característico é uma dor perfurante intensa, em episódios que duram de 15 a 30 minutos, na parte inferior do tórax (pleurodinia). O menor movimento da caixa torácica causa um aumento acentuado da dor, o que o torna difícil de respirar fundo, tossir e andar. Os ataques são imprevisíveis e se iniciam subitamente, com um sentimento perfurante ou opressivo em torno da caixa torácica.
Também pode incluir outros sintomas de virose como:
- Febre,
- Dor de cabeça,
- Dor de garganta,
- Dor muscular,
- Diarreia.

## Causa
É causado por enterovírus, especialmente o Coxsackie B, transmitido pela água ou alimentos contaminados com fezes. Também pode ser passado de mãe pra filho durante o parto. Outros enterovirus, como o echovirus e Coxsackie A, também causam essa doença.

## Epidemiologia
Coxsackie B vírus é transmitido pelo contato e epidemias geralmente ocorrem durante o tempo quente em regiões temperadas e em qualquer tempo nos trópicos. Como é típico dessa família de vírus, ele é encontrado em grandes quantidades nas fezes de pessoas infectadas. A doença pode ser transmitida através da partilha de recipientes de bebida, e foi contraído pelos funcionários do laboratório que trabalham com o vírus.

## Tratamento e prognóstico
A doença dura cerca de uma semana e raramente é fatal. O tratamento inclui a administração de fármacos anti-inflamatórios não esteroides ou a aplicação de calor para os músculos afetados. As recaídas durante as semanas após o episódio inicial são uma característica desta doença. Aspirina não deve ser usada em menores de 16 anos ou em caso de suspeita de dengue.

## História
Em 1872, Daae-Finsen relatou uma epidemia de "reumatismo muscular agudo" que ocorreu em uma comunidade chamada Bamble, dando origem ao nome "doença de Bamble" na Noruega. Os relatórios subsequentes publicados apenas em norueguês, se referiam à doença por esse nome. Em 1933, Ejnar Sylvest publicou uma tese de doutorado, descrevendo um surto dinamarquês da doença na Ilha de Bornholm intitulado "Bornholm disease-myalgia epidemica" (Mialgia epidêmica da doença de Bornholm, em tradução livre) e este nome tem persistido.